# Giampaolo Zennaro
Giampaolo Zennaro (Venezia, 19 ottobre 1940) è un regista e scenografo italiano.

## Biografia
Giampaolo Zennaro è un regista e scenografo d'opera e Zarzuela originario di Venezia.
Dopo essersi formato con il regista e scenografo Gianrico Becher, ha esordito nei Teatri Emiliani ATER nel 1967. Ha curato la regia di oltre cento opere, tra cui sia le celeberrime Aida, Traviata, Otello, Rigoletto, La Cenerentola, Don Giovanni, La bohème, Tosca, Turandot, sia quelle meno conosciute al grande pubblico come La fanciulla del West e Guglielmo Ratcliff. Il suo stile si distingue per riuscire a sfruttare «interamente le potenzialità tecniche del teatro, con una serie di marchingegni scenici volti a spettacolarizzare l'azione, ed originali effetti di luce intesi a sottolineare gli aspetti intimistici dei personaggi».

Le sue regie sono state rappresentate nei principali teatri lirici mondiali, quali il Teatro Real di Madrid, il Gran Teatre del Liceu di Barcellona, lo Sferisterio di Macerata, il Festival de Opera di Las Palmas de Gran Canaria, il Festival Puccini di Torre del Lago,
il Teatro Carlo Felice di Genova, il Teatro Colón di Buenos Aires. Zennaro ha collaborato con alcuni tra i più importanti interpreti lirici del ventesimo secolo, tra cui i tenori Mario Del Monaco, Alfredo Kraus, Plácido Domingo, José Carreras, Luciano Pavarotti, i baritoni Rolando Panerai e Renato Bruson, i soprani Ghena Dimitrova e Montserrat Caballé, nonché col coreografo Mario Porcile ed il ballerino russo Rudol'f Nuriev.
È sposato al soprano Elena Baggiore.
Attualmente è direttore di seminario teatrale all'Università Complutense di Madrid.